# La proposta
La proposta (títol original en anglès, The Proposal) és una comèdia romàntica estatunidenca dirigida per Anne Fletcher, estrenada el 2009. S'ha doblat al català.

## Argument
Margaret Tate (Sandra Bullock) és redactora en cap adjunta d'una editorial. Obliga el seu ajudant Andrew Paxton (Ryan Reynolds) a casar-se amb ella per no ser enviada al Canadà. Aquest accepta a contracor, esperant obtenir el lloc de redactor a la companyia. Quan els serveis d'immigració estudien aquest assumpte més a fons, els dos col·laboradors són forçats a passar un cap de setmana junts amb els pares d'Andrew a Alaska, per fer creïble la seva superxeria. Cauen a la seva pròpia trampa enamorant-se realment mentre passen el temps junts.

## Repartiment

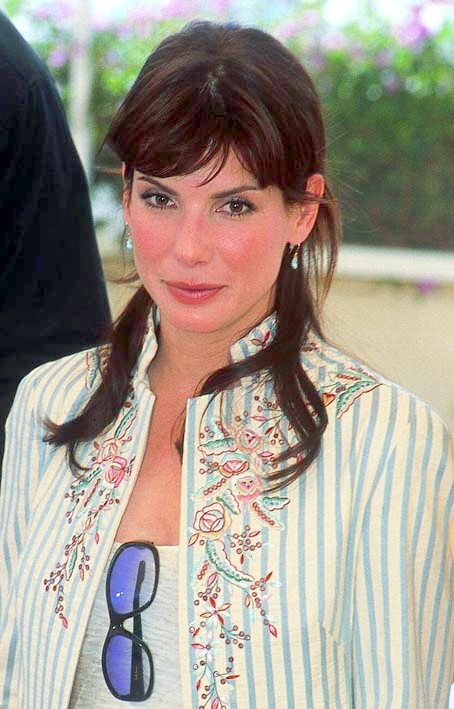
Sandra Bullock en el paper de Margaret Tate
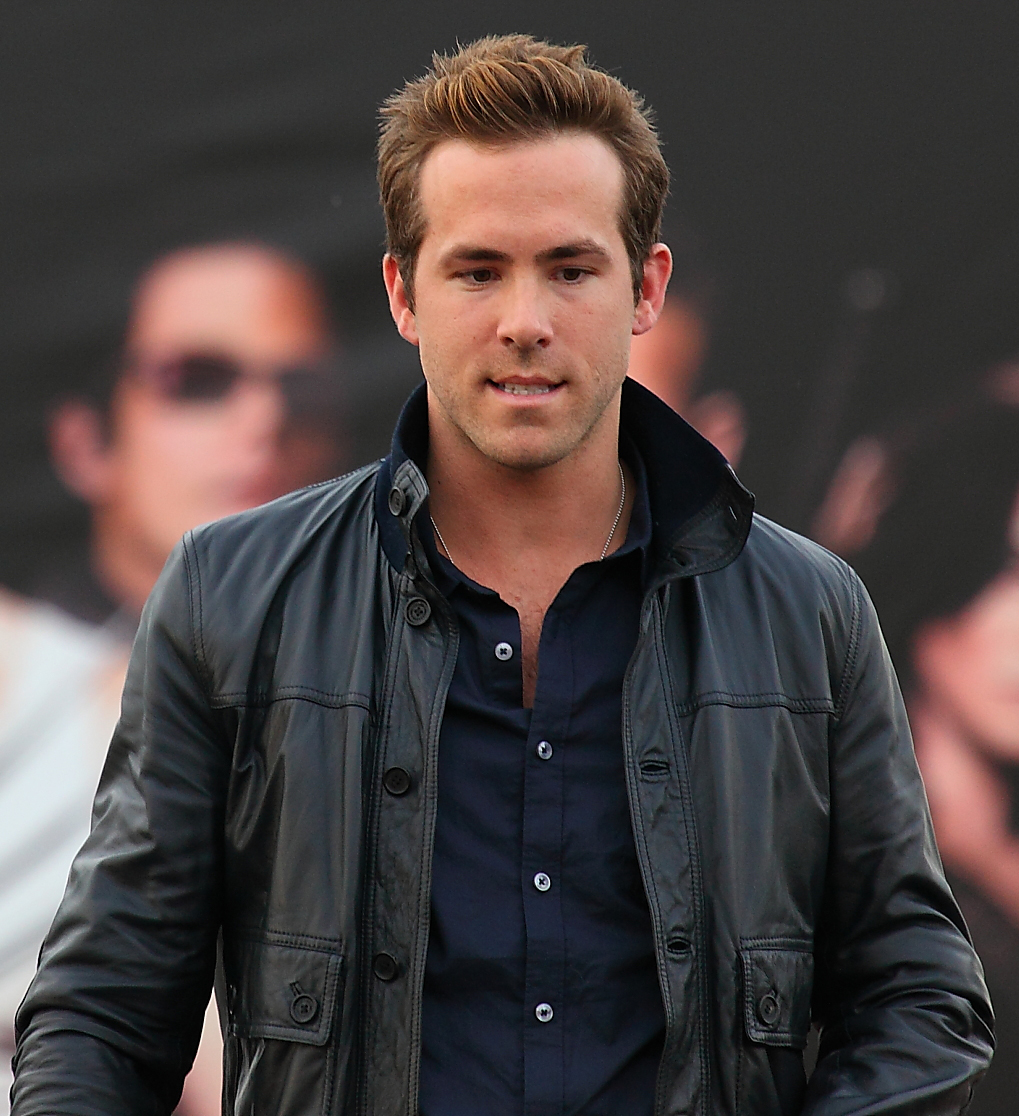
Ryan Reynolds en el paper d'Andrew Paxton
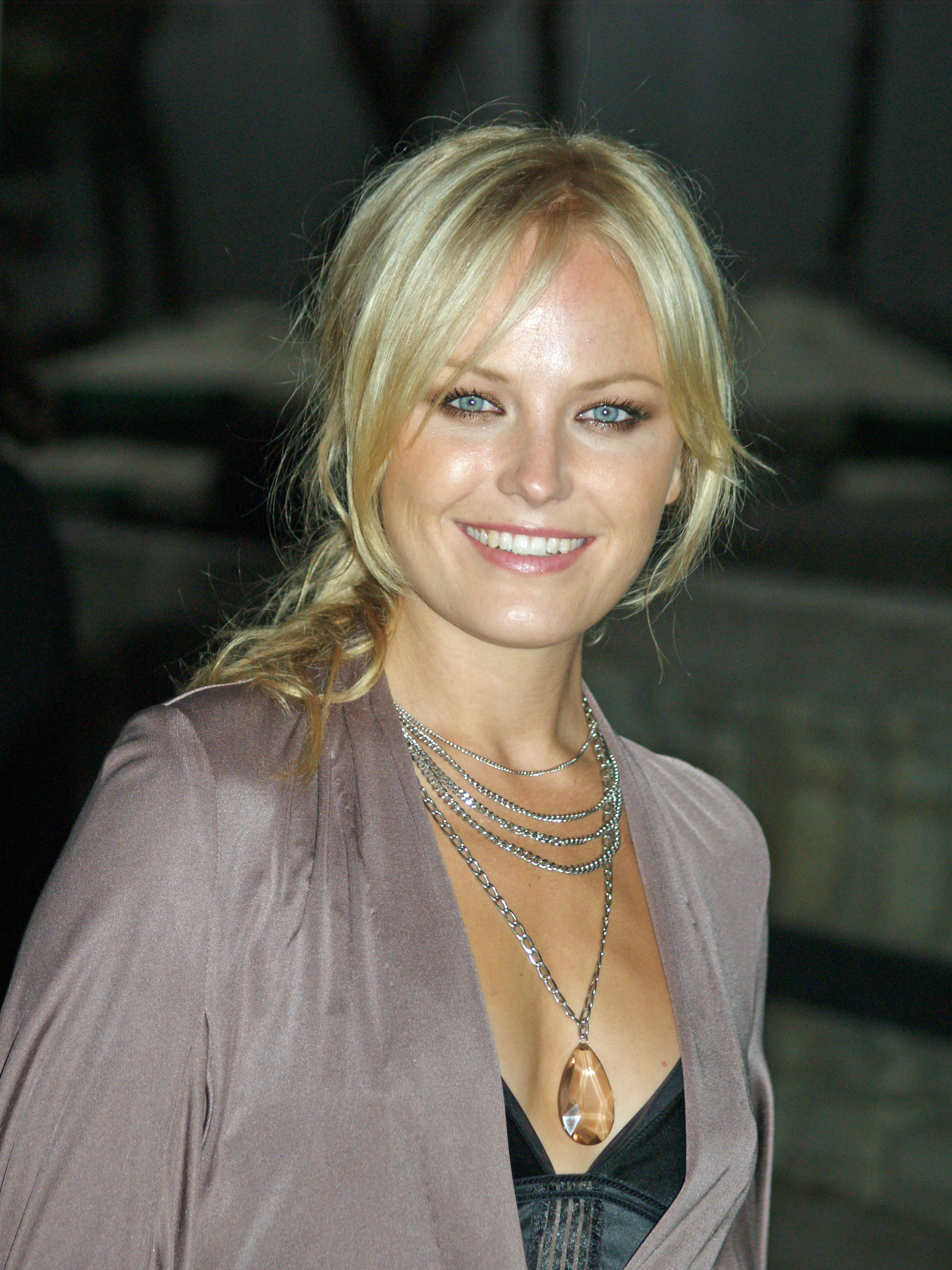
Malin Åkerman en el paper de Gertrude

- Sandra Bullock: Margaret Tate

- Ryan Reynolds: Andrew Paxton

- Mary Steenburgen: Grace Paxton

- Craig T. Nelson: Joe Paxton

- Betty White: Àvia Annie

- Denis O'Hare: M. Gilbertson

- Malin Åkerman: Gertrude, anomenada « Trudy »

- Oscar Núñez: Ramone

- Aasif Mandvi: Bob Spaulding

- Michael Nouri: President Bergen

- Michael Mosley: Chuck

- Maureen Keiller: Suzanne Joines

- Dale Place: Jim McKittrick

- Mini Anden: Simone

- Alicia Hunt: Jullian

- Jerrell Lee: Jordan